# Eulasia harmonia
Eulasia harmonia är en skalbaggsart som beskrevs av Rudolph Petrovitz 1968. Eulasia harmonia ingår i släktet Eulasia och familjen Glaphyridae. Inga underarter finns listade i Catalogue of Life.